# Ahmed Zaki (Schauspieler)
Ahmed Zaki, auch Ahmad Zaky, (arabisch أحمد زكي متولي عبد الرحمن, DMG Aḥmad Zakiy Mutawallā ʿAbd ar-Raḥmān; * 18. November 1949 in Zagazig; † 27. März 2005 in der Stadt des 6. Oktober) war ein ägyptischer Filmschauspieler.

## Leben
Ahmad Zaki wurde in Zagazig, rund 80 km nördlich von Kairo, geboren. Im Jahr 1967 besuchte er zunächst die Handwerksschule, reiste dann aber nach Kairo und besuchte dort die Schauspielschule, bevor er 1974 auf die Kairoer Schule für Dramaturgie wechselte.
Seinen ersten Film, Abnaa Elsamt (Kinder des Schweigens), drehte er im Jahr 1974. Im Jahr 1980 wirkte er in sechs Filmen mit, inklusive des Films Alexandria… warum? mit dem in Ägypten bekannten Regisseur Youssef Chahine. Insgesamt wirkte Ahmad Zaki in 60 Filmen mit.
Viele seiner Filme wurden von dem Autor Wahid Hamed geschrieben und enthielten politische Botschaften, die insbesondere die Korruption von Politikern und Polizei thematisierten. Außerdem hatte er Auftritte in der bekannten Fernsehmusical-Serie Howa we Heya zusammen mit der Schauspielerin Souad Houssni sowie in erfolgreichen Action-Filmen, die in der Mitte und Ende der 1990er Jahre entstanden.
Ahmad Zaki war ein starker Raucher. Trotz intensiver medizinischer Betreuung im Dar Al Fouad Hospital in der Stadt des 6. Oktober (etwas außerhalb von Kairo) starb er an Lungenkrebs, kurz nachdem ihm Präsident Hosni Mubarak angeboten hatte, ihn auf Staatskosten zur medizinischen Behandlung nach Frankreich zu schicken. Später wurde ihm post mortem der Preis Merit of Arts für seine Mitarbeit in über 50 Filmen verliehen.

## Filmographie
- 1974: Abnaa Al-Samt (Kinder des Schweigens, M Radi - D Abdel-Sayed)
- 1978: El Omr Lahza (Das Leben dauert eine Sekunde, M Radi)
- 1978: Iskanderia… lih? (Alexandria… warum?)
- 1979: Chafika et Metwal
- 1981: Maowid ala ashaa
- 1984: Al Bedaya (der Anfang)
- 1985: Howa wa heya (Er und Sie), TV-Serie
- 1998: Al-Darga Al-Thalitha,(Die 3. Klasse)
- 1990: Al Beh Al bawab (Der Reiche Herr)
- 1991: Al-Ra'i wal Nisaa, (Der Hirte und die Frauen)
- 1993: Mister Karate
- 1996: Nasser 56
- 1998: Edhak el sora tetlaa helwa (Lächel, damit das Foto schön wird, Sherif Arafa)
- 1998: El Batal (Der Held)
- 2000: Ard el khof (Das Land der Angst)
- 2001: Ayam El-Sadat (Tage des Sadat, Mohamed Khan)
- 2003: Ma'ali Al Wazir (Seine Exzellenz der Minister, S Seif)
- 2005–2006 Halim: (Halim, Sherif Arafa)